# Noctueliopsis
Noctueliopsis là một chi bướm đêm thuộc họ Crambidae.